# Josef Mikuláš Boleslavský
Josef Mikuláš Boleslavský (2. února 1829 Stará Boleslav – 21. července 1892 Praha), vl. jm. Josef Mikuláš, byl český tiskař, knihkupec, nakladatel, dramatik, překladatel a organizátor spolků. Pracoval nejprve jako sazeč, později jako faktor (ředitel) knihtiskárny Kateřiny Jeřábkové a Ignáce Leopolda Kobra. V roce 1866 založil s karlínským knihkupcem Knappem vlastní tiskárnu. Roku 1880 se osamostatnil, ale již o tři roky později jeho firma s celým majetkem propadla věřitelům. Poté pracoval znovu jako faktor tiskáren v Praze, Jindřichově Hradci a Moravské Ostravě. Přispíval do řady časopisů. Podporoval divadlo, spoluzakládal Typografickou besedu, byl funkcionářem včelařského sdružení. Psal a upravoval divadelní hry, přeložil Andersenovy pohádky.

## Život

### Zaměstnání a podnikání
Byl přijat na gymnázium v Praze, ale studia musel předčasně ukončit z finančních nebo zdravotních důvodů. Roku 1843 nastoupil jako učeň do tiskárny J. Pospíšila. V roce 1848 pracoval jako sazeč pro Havlíčkovy Národní noviny; po porážce revoluce byl uvězněn, ale brzy propuštěn. Později získal místo jako faktor (ředitel) v tiskárně Kateřiny Jeřábkové. Roku 1862 nastoupil na stejnou pozici v nakladatelství I. L. Kobra, kde se podílel na vydání Riegrova Slovníku naučného a dalších publikací. Když roku 1866 majitel podniku zemřel, založil Mikuláš s karlínským knihkupcem Knappem vlastní tiskárnu. Společně podnikali do roku 1880, poté se Mikuláš osamostatnil. Celým majetkem se zaručil za závazky Nového českého divadla (dočasná letní scéna, provozovaná roku 1883 po uzavření Prozatímního a před otevřením Národního divadla) a v důsledku toho jeho podnik (Jos. Mikuláš a spol.) vstoupil v květnu 1883 do likvidace. Mikuláš přišel o všechno, včetně domu, a po vypořádání věřitelů mu zbylo jen 40 krejcarů.
Nezbylo mu než začít opět od začátku. V červnu nastoupil jako faktor do tiskárny Františka Šimáčka, odkud přešel do závodu Beaufortova. V roce 1885 se přestěhoval do Jindřichova Hradce, kde se stal redaktorem časopisu Ohlas od Nežárky. Po šesti letech pak převzal Kittlovu tiskárnu v Moravské Ostravě. Vydával tam také časopis Práce.

### Veřejná činnost
Aktivně podporoval ochotnické divadlo. Hrál v Kajetánském domě na Malé Straně i na venkově. V letech 1861-63 sestavil dvoudílný sborník Divadelní ochotník s řadou her a pod stejným názvem později vydával divadelní almanach ve vlastním nakladatelství. Deset let byl ředitelem Besedního divadla v Karlíně a na jeho výzvu se asi osm set amatérských herců zúčastnilo položení základního kamene Národního divadla.
Roku 1863 redigoval časopis Veleslavín, věnovaný otázkám knihtisku. V listopadu 1865 spoluzakládal Typografickou besedu, svépomocný spolek typografů a písmolijců a stal se jejím prvním předsedou.
Byl také nadšeným včelařem. Roku 1867 založil odborný časopis České včelařství a 17 let byl jeho redaktorem. Jeho spolupracovníci pak založili Zemský ústřední spolek včelařský pro Království české a Mikuláše zvolili jednatelem tohoto sdružení. Roku 1879 zorganizoval sjezd rakouských včelařů v Praze s mezinárodní výstavou. Veškeré aktivity v této oblasti ukončil po finančním krachu v roce 1883.
Zemřel roku 1892 a byl pohřben na Olšanských hřbitovech.

## Dílo
V mládí psal články do časopisů - Tylových Květů a Pražského posla, Mikovcova Lumíru a dalších. Později vydával časopisy Veleslavín, Divadelní ochotník, České včelařství a Ohlas od Nežárky (viz výše).
Do Divadelního ochotníka přispěl několika původními hrami:
- Vrahové ve městě (komedie podle povídky Prokopa Chocholouška Překvapení)
- Katovo poslední dílo (tragédie podle povídky V. Kl. Klicpery Točník)
- Chudý písničkář (upravená fraška R. Kneisla)
- Studenti na svátcích
- Vypovězenec

Vydal také sbírku pohádek od Hanse Christiana Andersena a několik dalších beletrických i odborných prací.